# ドルペッグ制
ドルペッグ制（Dollar Peg）とは、自国の貨幣相場を米ドルと連動させるペッグ制（固定相場制）をさす。

## 概要
経済基盤の弱い国・政情不安定な開発途上国の場合、それらの要因が敏感に反映されて自国の貨幣相場が不安定な変動となりがちであるため、自国への海外投資や安定した経済運営を阻害され、取引を行う国々にとっても他国通貨による大きな不安定リスクの影響を受けることになる。
こうしたリスクへの対処と通貨相場の安定を目的として、政府や中央銀行などが金利調節や為替介入を行い、経済的に関係の深い大国の通貨との為替レートを維持する仕組みをペッグ制と呼ぶ。
ペッグ制の中で、実質的な基軸通貨である米ドルと連動させる場合を特にドルペッグ制とよぶ。ドルペッグ制を採用する国々では、自国への海外資本流入を目的に、金利に関して米ドルよりも高い金利を設定するケースが多い。

## メリット
- 基軸通貨である米ドルとシンクロ（連動）させることで、自国通貨の安定をもたらし、自国通貨変動リスクを防ぐ。
- 自国通貨がドルと連動することで、対米貿易の採算を安定させる効果がある[2]ため、主な収入がドル建ての国には妥当な制度である。
- 自国の経済が好調な（本来なら通貨高になる）時にドルが弱い状態の場合は、経済的に特に有利に働く。

## デメリット
- アメリカ合衆国の金利政策と連動しているため、自国の通貨政策に対する裁量の余地が乏しく、また自国の経済実態と乖離して米ドル高が進行した場合、自国の通貨政策と経済運営に多大な影響を及ぼすリスクがある（例：アジア通貨危機）[3]。
- 主要な貿易相手国が不況に陥った際、他の国々が変動相場制で為替を調整しているのに自国がドルペッグ通貨で調整できない場合は、国の経済が苦境に陥る [4]。
- 自国経済が不況の（本来なら通貨安になる）時にドルが強い場合には、経済的に特に不利に働く。

## 採用している通貨
- 人民元（事実上のドルペッグ制。2005年に管理変動相場制に移行して以来、徐々に緩くなってきている。）[5][6]
- 香港ドル（一定範囲内での変動を認めている）
- エルサルバドル・コロン
- パナマ・バルボア（硬貨のみ）
- 中東産油国（クウェートは2007年5月に撤退）
- バミューダ・ドル

なお、マカオ・パタカは香港ドルとのペッグ制を採用しており、実質的には米ドルペッグ制を採用している状態となっている。